# Mircea Malița
Mircea Augustin Malița (n. 20 februarie 1927, Oradea, România – d. 21 mai 2018, București, România) a fost un academician român, diplomat, matematician, profesor universitar și eseist. Mircea Malița a fost membru al Partidului Comunist din România din 1946.

## Biografie

### Primii ani, educație
S-a născut la Oradea, unicul fiu al avocatului Pavel Malița și al Veturiei (n. Chirilă), originară  din Săcădat, respectiv Tilecuș, de pe Crișul Repede. Cei trei unchi ai săi, Augustin, Iosif și Aurel, frații mamei, toți cu studii superioare, i-au trezit interesul pentru carte, pentru tot ce era necunoscut, încă din copilărie. Școala primară și primele trei clase de liceu le urmează în localitate. La nici 14 ani este nevoit să se refugieze din Ardealul ocupat. Inițial învață la Liceul "Radu Negru" din Făgăraș, apoi la liceul episcopiei greco-catolice din Beiuș unde îl are profesor de matematici pe Ștefan Musta, fost asistent la Universitatea din Cluj, cel care i-a insuflat pasiunea pentru matematică. În 1944, după ce Beiușul este ocupat de trupele germane în retragere, pleacă la București și urmează Liceul "Gheorghe Lazăr". Patru ani mai târziu își ia licența în matematici la Universitatea din București. Îi are ca profesori pe Grigore C. Moisil, Simion Stoilow, Miron Nicolescu, Ion Barbu, Octav Onicescu, Gheorghe Atanasiu și Șerban Țițeica. În paralel urmează și filosofia.
În primii ani de facultate i se deschid și primele orizonturi înspre politică. Îl ascultă pe Gala Galaction, îi vizitează pe socialiști, pe comuniști, pe liberali dar, într-un final, înclină către stânga eșichierului politic. În 1948, în timpul facultății, a fost președinte al Frontului Democratic al Studenților, devenită ulterior Uniunea Națională a Studenților din România - inițial pe facultate, apoi pe Universitate, pe capitală, și în final (1948) pe țară. După transformarea UNSR în secție a Comitetului Central al Uniunii Tineretului Muncitoresc, ocupă funcția de președinte. În această calitate îl însoțește pe Mihail Sadoveanu la Paris, în 1949, la Congresul Mondial al Păcii. Revenit în București, după absolvire lucrează ca director al Bibliotecii Academiei Române (1950-1956). O perioadă este forțat să părăsească nu numai scena politică, dar și Academia. Ulterior însă revine alături de Sadoveanu și își începe cariera diplomatică în calitate de consilier al Misiunii Permanente a României pe lângă Organizația Națiunilor Unite, apoi, pentru doi ani, între 1961-1962, director al Direcției Culturale din cadrul Ministerului Afacerilor Externe.

### Cadru didactic universitar
La numai 22 de ani, în 1949, devine cadru didactic universitar, carieră pe care a desăvârșit-o în mod strălucit de-a lungul a peste 6 decenii. În 1972 obține titlul de profesor universitar la Facultatea de Matematică a Universității din București, unde a fost titularul cursurilor Modele matematice în științe sociale și Logică și inteligență artificială, la catedra de Analiză matematică. 
Prima misiune diplomatică o are la Montevideo, la Conferința UNESCO. Apoi, la numai 29 de ani, este luat consilier de Athanase Joja în prima delegație românească la ONU (1956). În 1962 Mircea Malița primește deja postul de ministru adjunct la Ministerul de Externe, pentru ONU și relații multilaterale – diplomația conferințelor. Era perioada în care România începea să își dezvolte o politică proprie, independentă de URSS.

### Diplomat
În 1970, când părăsește Ministerul de externe, Mircea Malița este numit la conducerea Ministerului Educației și Învățământului. În perioada mandatului său (februarie 1970 – octombrie 1972) a reușit să promoveze studiul limbilor străine occidentale, studiul informaticii, dezvoltarea departamentelor de matematică și informatică și să susțină introducerea conceptului de management, acțiuni vizionare, de pionieriat în învățământ.
Dublu licențiat, în matematică și filosofie, în 1972 și-a susținut teza de doctorat cu tema Modele matematice pentru negocieri.
Ulterior, ocupă un post de ministru în Consiliul de Stat. Devine membru în CC al PCR din iulie 1972.
Din 1974 Mircea Malița a fost membru al consiliilor pregătitoare ale conferințelor mondiale ale ONU pentru populație, știință și tehnologie, pentru dezvoltare. 
În 1980 reintră în diplomație. A fost numit ambasador la Berna și apoi la Geneva. Ulterior a fost numit și ambasador în SUA. 
Vocația profesorală a academicianului Mircea Malița s-a manifestat și în domeniul diplomației, susținând expuneri și lecții diplomatice în cadrul unor înalte institute de diplomație internațională precum: Institutul Universitar de Înalte Studii Internaționale din Geneva, Asociația Austriacă de Politică Externă, în Statele Unite, în Marea Britanie.
Intrarea în dizgrația Elenei Ceaușescu a făcut ca, în 1984, să fie rechemat în țară și să i se retragă funcțiile politice.
După 1990 și-a impus un ascetism politic. Mircea Malița a ales să rămână în țară. Are două fiice, matematiciene, de la care are 3 nepoți - două fete și un băiat. Cea de a treia, cea mijlocie, artistă, l-a părăsit înainte de vreme (2008).
A fost fondator și membru de onoare al Clubului de la Roma și vicepreședinte în Asociația Română pentru Clubul de la Roma (ARCoR). A fost coautor al rapoartelor acestei organizații: „No limits to Learning. Bridging the Human Gap. Report to the Club of Rome“ (1979), care a cunoscut o serie de ediții succesive, și „The Double Helix of Learning and Work. A Report to the Club of Rome“ (2003).

### Academician
Ca apreciere a activității sale pe multiple planuri, în 1974 devine membru corespondent al Academiei RSR iar în decembrie 1991 este ales membru titular al Academiei Române, în cadrul Secției de filosofie, teologie, psihologie și pedagogie. La 30 octombrie 2009 a susținut, în Aula Academiei Române, discursul de recepție cu tema "Opuși inseparabili în gândirea românească". A fost mandatat Președinte al Diviziei de Logică, Metodologie și Filosofia Științei din cadrul Comitetului Român pentru Istoria și Filosofia Științei și Tehnicii al Academiei Române. Este Președinte fondator al Fundației Universitare a Mării Negre aflată în structura Academiei Române. În 2010 publică studiul România după criză. Reprofesionalizarea, împreună cu dr. Călin Georgescu și cu contribuția mai multor membri ai Academiei Române și cercetători.
De asemenea, a fost fondator al Centrului European de Cultură din București, membru al Academiei Mondiale de Arte și Științe, al Academiei Internaționale de Perspectivă Socială, al Federației Mondiale a Studiului Viitorului și al Academiei Internaționale „Leonardo da Vinci".

### Autor de nonficțiune
Debutează în literatură cu volumul de eseuri Repere (1967). În următorii zece ani reușește să abordeze în volumele sale subiecte de largă inspirație. Se dovedește interesat de istoria artei, politologie și de domeniul pe care l-a studiat intens în facultate - matematica (Teoria grafurilor, 1972; Programarea neliniară, 1972; Triade, 1973 etc). Unele dintre lucrările sale ulterioare abordează un subiect de mare interes - viitorologia, dar și concepte precum model, sistem, cibernetică etc. În paralel cu practicarea diplomației, este preocupat și de istoria și practica diplomației românești. Prin întreaga sa operă se dovedește unul dintre cei mai de seamă promotori ai studiului interdisciplinar de la noi. În majoritatea lucrărilor sale este abordat nu numai elementul concret, dar și aspectul filosofic.
Înainte de a împlini vârsta de 50 de ani primește Premiul Uniunii Scriitorilor (1975).
Pe parcursul întregii sale activități a avut ocazia să participe la aproape 150 de evenimente naționale și internaționale, și în vizite internaționale, începând încă din 1948 și până în 2011. 85 de astfel de evenimente, plasate înainte de anul 1990, au reprezentat vizite oficiale în țări de pe întreg mapamondul, reuniuni ale Clubului de la Roma și ale altor organisme internaționale (europene și mondiale), cu un vârf de activitate în anii 1976-1978. Experiența sa de o viață a fost iar solicitată în ultimii ani, în perioada 2000-2010 participând la circa 40 de conferințe, congrese, reuniuni internaționale, forumuri (ONU, UNESCO, Clubul de la Roma), sau la diverse alte evenimente pe plan național.

## Controverse
Într-un articol publicat în Cotidianul din 21 ianuarie 1992, jurista Yolanda Eminescu l-a criticat pe Mircea Malița pentru presupusa sa implicare, în anii 1950, în concedierea sa din cadrul Bibliotecii Academiei, instituție condusă la acea vreme de Malița. Autoarea relata că acesta ar fi avut un rol direct în îndepărtarea sa din motive politice, într-un text redactat sub forma unei scrisori deschise.

## Lucrări publicate

### În domeniul matematicii
- Programarea pătratică (1968) - în colaborare cu Mihai Dragomirescu, Ed. Științifică
- Matematica organizării (1971, tradusă în limba engleză în 1974) - în colaborare cu C. Zidăroiu, Ed. Tehnică
- Programarea neliniară (1972) - în colaborare cu Mihai Dragomirescu, Ed. Științifică
- Modele matematice ale sistemului educațional (1972) - în colaborare cu C. Zidăroiu, Ed. Didactică și Pedagogică
- Triade (1973) - în colaborare cu Silviu Guiașu - Ed. Științifică
- Asupra schemelor cu diferențe finite iterate - în colaborare
- Bazele inteligenței artificiale. Logici propoziționale (1987) - în colaborare cu Mihaela Malița, Ed. Tehnică

### În domeniul științelor politice
- Pagini din trecutul diplomației românești (1966) - în colaborare cu Virgil Cândea și Dinu C. Giurescu, Ed. Politică
- Diplomația. Școli și instituții (1970, 1975) - Ed. Didactică și Pedagogică
- Diplomatie roumaine (1970, în franceză, engleză și rusă) - Ed. Meridiane
- Teoria și practica negocierilor (1972) - Ed. Politică
- Jocuri pe scena lumii. Conflicte, negocieri, diplomație (2007) - Ed. C.H.Beck
- Tablouri din războiul rece. Memoriile unui diplomat român (2007) - Ed. C.H.Beck
- Între război și pace (2007) - Ed. C.H.Beck
- Istoria prin ochii diplomatului (2014) [14]
- Cold War Diplomacy: A Romanian diplomat's memoirs (2014)
- Zid de pace, turnuri de frăție. Deceniul deschiderii: 1962-1972 (2011) - în colaborare cu Dinu C. Giurescu, Ed. Compania
- Cumințenia pământului. Strategii de supraviețuire în istoria poporului român (2010, 2012) - Ed. Corint

### În domeniul cercetărilor prospective
- Cronica anului 2000 (1969, 1975) - Ed. Politică (tradusă în germană-1973, polonă-1973, slovacă-1972, ungară-1972 și spaniolă-1975)
- Aurul cenușiu (3 vol. - 1971, 1972, 1973) - Ed. Dacia, Cluj
- Hrana, problemă vitală a omenirii (1976), Institutul de Științe Politice
- No limits to learning. Bridging the Human Gap (1979) - în colaborare cu J. Botkin, Mahdi Elmandjra - Raport al Clubului de la Roma, Pergamon Press, Oxford (traduceri în italiană-1979, japoneză-1981, arabă-1981, finlandeză-1979, franceză-1980)
- Orizontul fără limite al învățării (1981) - în colaborare cu J. Botkin, Mahdi Elmandjra - Ed. Politică
- Dubla spirală a învățării și a muncii (2005) - în colaborare cu Orio Giarini - Raport către Clubul de la Roma, Ed. comunicare.ro (italiană-2003 UNESCO/CEPES)

### Eseuri
- Repere (1967)
- Sfinxul. Însemnări de călătorie (1969) - Editura pentru Literatură
- Pietre vii (1973) - Editura Eminescu
- Zidul și iedera (1977) - Editura Cartea Românească
- Idei în mers (vol. I - 1975, vol. II - 1981) - Editura Albatros
- Zece mii de culturi, o singură civilizație - Spre geomodernitatea secolului XXI (2001) - Ed. Nemira

### Contribuții, studii, articole
În afara celor aproape 60 de volume proprii, Mircea Malița a mai lăsat și un important număr de studii și contribuții în alte peste 50 de volume, dar și aproape 500 de articole de popularizare din domeniul diplomației, istoriei, informaticii, al viitorologiei. Peste 200 de recenzii analizează opera publicată de Mircea Malița și numeroase alte semnalări în presă fac referire la evenimente din viața acestuia.
Peste 120 de lucrări reprezintă comunicări științifice la sesiuni și conferințe naționale și internaționale, și circa 150 de articole științifice au fost publicate în diverse periodice universitare și academice.

## Distincții
- Medalia Muncii (13 octombrie 1953) pentru contribuția sa la „munca de pregătire și desfășurare a celui de-al IV-lea Festival Mondial al Tineretului și Studenților pentru Pace și Prietenie⁠(d)”[15]
- Ordinul „Steaua Republicii Populare Romîne” clasa a V-a (6 mai 1961) „cu prilejul celei de-a 40-a aniversări de la înființarea Partidului Comunist din Romînia, pentru merite deosebite în opera de construire a socialismului”[16]
- Ordinul „23 August” clasa a IV-a (10 august 1964) „pentru merite deosebite în opera de construire a socialismului, cu prilejul celei de a XX-a aniversări a eliberării patriei”[17]
- Ordinul „Tudor Vladimirescu” clasa a II-a (4 mai 1971) „cu prilejul aniversării a 50 de ani de la constituirea Partidului Comunist Român, [...] pentru merite deosebite în opera de construire a socialismului”[18]

- Ordinul național „Steaua României” în grad de Comandor (1 decembrie 2000) „pentru realizări artistice remarcabile și pentru promovarea culturii, de Ziua Națională a României”[19]
- Ordinul „23 August” clasa a III-a (1974)
- Ordinul Muncii clasa a III-a (1949)
- Medalia a XX-a aniversare a eliberării Patriei (1964)
- Medalia a XXV-a aniversare a eliberării Patriei (1969)
- Medalia a 50-a aniversare a PCR (1971)
- Medalia 25 de ani de la proclamarea Republicii (1972)
- Medalia 30 de ani de la eliberarea României de sub dominație fascistă (1974)
- Medalia a XXX-a aniversare a Zilei Armatei Republicii Socialiste România (1974)
- Medalia comemorativă A 40-a aniversare a revoluției de eliberare socială și națională antifascistă și antiimperialistă (1984)
- Doctor Honoris Causa al Universității din Oradea (1998)[20]
- Doctor Honoris Causa al Universității Politehnica din București (2012 )[21]
- Doctor Honoris Causa al Academiei de Științe Economice din București (2012 )[22]
- Diploma de Excelență pentru „merite deosebite și contribuții remarcabile aduse la dezvoltarea educației, culturii și societății românești“, acordată de  Ministerul Educației Naționale (2013)

Alte 50 de premii naționale și internaționale.

## Ordine, decorații și medalii străine
- Decorația Mare Comandor al Ordinului Pheonix, Republica Elenă (Hotărârea nr.21/6.X.1979)
- Decorația Ordinul Meritul - Marele Cordon, Republica Arabă Egipt (Hotărârea nr.7/25.III.1976)
- Marele Cordon al Ordinului Independenței, clasa I, Regatul Hașemit al Iordaniei (Hotărârea nr.12/19.V.1975)
- Decorația Ordinul Francisco de Miranda, clasa a II-a, Republica Venezuela (Hotărârea nr.29/31.X.1974)
- Marele Cordon al Ordinului Național al Cedrului, Republica Liban (Hotărârea nr.6/20.III.1974)
- Marea Cruce a Ordinului Național de Merit, Republica Ecuador (Hotărârea nr.47/30.XI.1973)
- Marea Cruce a Ordinului San Carlos, Republica Colombia (Hotărârea nr.46/30.XI.1973)
- Marea Cruce pentru Merit cu Stea și Cordon a Ordinului pentru merit a R.F. a Germaniei (Hotărârea nr.31/7.IX.1971)
- Ordinul Taaj, clasa a II-a, Iran (Hotărârea nr.44/23.X.1969)
- Medalia 20 de ani de la Victoria Marelui Război 1941-1945, URSS, 1965[4]

### Interviuri
- Acad. Mircea Malița: "România și-a cedat suveranitatea!", Floriana Jucan, Q Magazine, 2 Dec 2014
- Acad. Mircea Malița: "Vǎ confirm cǎ pǎstrez acea dozǎ de optimism, care ne face viața suportabilǎ și meritând sǎ fie trǎitǎ cât mai mult!", Ilie Rad, România literară, Revista română de istorie a presei, 28 mai 2013
- Mircea Malița, diplomatul român care i-a sfidat pe ruși în 1963, la ONU: "Petru Groza ne-a dat înapoi Ardealul", Laurențiu Ungureanu, Adevărul.ro, 20 Apr 2013
- Acad. Mircea Malița: "Roller și Răutu nu ieșeau din vorba lui Sadoveanu" Arhivat în 23 mai 2018, la Wayback Machine., Ilie Rad, România literară, nr.14, 05 Apr 2013
- Acad. Mircea Malița: "Schimbările în educație nu trebuie să se vadă, altfel intrăm în zâzania universală", Elvira Gheorghiță, Mediafax.ro, 21 Feb 2013
- Interviu cu primul român membru în Clubul de la Roma: "UE, amenințată să se rupă în bucăți", Laurentiu Mihu, România Liberă, 25 octombrie 2012
- Acad. Mircea Malița: "Niciun titlu sau funcție nu trezește în mine vreo tresărire specială", Sorin Bocioacă, Revista Lumea Satului, nr. 13, 1-15 iulie 2012
- Acad. Mircea Malița: "Maurer este cel care a îndepărtat România de ruși", Diana Rotaru, Jurnalul, 21 februarie 2011
- Acad. Mircea Malița: "Criza e un simptom al turbulenței din mintea oamenilor invadată de doua păcate elementare: lăcomia și trufia", Stelian Turlea, Ziarul de Duminică, 23 iunie 2009
- Acad. Mircea Malița: "Lumea vine la tine numai dacă o cauți"[nefuncțională – arhivă]
, Elena Solunca Moise, Curentul, 2009